# 조음음성학
조음음성학은 음성학의 하위 분야로 어떻게 인간이 말소리를 만들어 내는가를 연구하는 분야이다. 따라서, 조음음성학은 성도를 구성하는 조음 기관, 즉 혀, 입술, 턱, 입천장, 이빨 등이 어떻게 상호 작용하여 특정 말소리를 만들어 내는가에 관심을 가져왔다.
어떻게 소리가 만들어지는가를 이해하기 위하여 실험적인 방법들이 사용되기도 한다. 예를 들어, 일상적인 발화에서 혀가 입천장에 어떻게 접촉하는지를 관찰하기 위하여 EPG (electropalatography) 가 사용된다.

## 같이 보기
- 조음 방법
- 조음 위치
- 모음
- 자음
- IPA